# Уайлдинг, Алекса
Алекса Уайлдинг, англ. Alexa Wilding  (урождённая Элис Уайлдинг, ок. 1845—1848 — 25 апреля 1884) была одной из любимых натурщиц художника-прерафаэлита Данте Габриэля Россетти, она изображена на некоторых из лучших его картин конца 1860-х и начала 1870-х. Она позировала для большего количества его законченных работ, чем его более известные музы, Элизабет Сиддал, Джейн Моррис и Фанни Корнфорт.
Об Уайлдинг известно сравнительно мало, в то время как о Сиддал, Моррис и Корнфорт достаточно много написано. Вероятно, это связано с тем, что у Уайлдинг, в отличие от других муз Россетти, не было с ним романтической или сексуальной связи — по крайней мере, об этом нет никакой информации.

## Биография
Принадлежавшая к рабочему классу семья Алексы Уайлдинг происходила из Шрусбери, Шропшир. Сама Алекса родилась в Суррее приблизительно в 1845 году и была дочерью изготовителя пианино. Согласно переписи 1861 года, когда Уайлдинг было около шестнадцати, она жила на Уорик-лейн, 23 со своей 59-летней бабушкой и двумя дядями. Она работала, но по стандартам того времени условия её жизни не были особенно плохи, она умела читать и писать. К моменту знакомства с Россетти она была портнихой и мечтала о карьере актрисы.
Россетти впервые увидел Уайлдинг однажды вечером на лондонской улице Стрэнд в 1865 году и был впечатлен её красотой. Она согласилась позировать ему на следующий день, но не пришла в назначенное время. Возможно, её пугала сомнительная репутация натурщиц того времени. Прошли недели, и Россетти уже отбросил пришедшую ему в голову идею картины, на которой для него было очень важно видеть именно эту модель, когда он снова увидел на улице Алексу. Он выпрыгнул из кэба, в котором ехал, и убедил её отправиться прямо в его студию. Он заплатил Уайлдинг за неделю, чтобы она позировала только ему, так как боялся, что другие художники тоже могут нанять её. У них были длительные взаимоотношения; существует информация, что после смерти Россетти в 1882 году Уайлдинг, хотя её финансовое положение было не вполне благополучным, регулярно ездила возложить венок на его могилу в Берчингтоне.
По данным переписи 1881 года 34-летняя Элис Уайлдинг проживала по адресу Рэдклифф-роуд, 33, Кенсингтон, с двумя маленькими детьми, Чарльзом и Нелли. Возможно, они были незаконнорождёнными, но предполагается, что это могли быть дети дяди Алексы, к тому времени умершего, как и его жена. Сама Уайлдинг никогда не была замужем. По данным этой переписи она на несколько лет младше, чем должна быть согласно записям 1861 года, но для женщины того времени это не было необычным; также её дядя мог предоставить неправильную информацию изначально. К тому времени она была владелицей недвижимости и рантье — значительное достижение для девушки из рабочего класса.
Согласно свидетельству о смерти, Алекса Уайлдинг умерла 25 апреля 1884 года в возрасте 37 лет, это первый официальный документ, где её имя записано как Алекса, а не Элис. Причиной смерти был назван перитонит и окончательное истощение; шестнадцатью месяцами раньше у неё диагностировали опухоль селезёнки. Это может быть тот самый недуг, из-за которого Россетти считал, что она больна, и время от времени она не могла позировать.
Алекса Уайлдинг похоронена на кладбище Бромптон рядом со своей бабушкой Мэри Энн и племянницей Марией. В то время как в свидетельстве о смерти указано 25 апреля, на могильном камне стоит дата 24 апреля 1884 года.

## В творчестве Россетти
На картинах Россетти элегантность и эфемерная красота Уайлдинг контрастируют с другой моделью, чувственной Фанни Корнфорт. На картине «Леди Лилит» (1864—1868) Уайлдинг с её более изящными чертами заменила Корнфорт, когда покровитель Россетти и владелец картины Фредерик Лейленд счёл оригинал слишком земным. Аналогично, картина «Венера Вертикордия» (1864—1868), моделью для которой изначально служила кухарка почти шести футов ростом, была переписана с лицом Уайлдинг в январе 1868 года. Судя по всему, Россетти считал её черты достаточно разносторонними для ролей и добродетели, примером чему может служить «Сивилла Палмифера», и порока, как в указанных выше ролях, изначально предназначенных для Корнфорт.
Современники, похоже, не соглашались с Россетти относительно выразительности Уайлдинг: его ассистент Генри Треффри Данн говорил, что она была «…без какого-либо разнообразия выражений лица. Она сидела как Сфинкс, ожидающий вопроса, и всегда с неопределенным на него ответом… Но за её внешне безмятежной наружностью скрывается глубокий колодец чувств.» Брат художника Уильям Майкл Россетти, тем не менее, видел её «способной ко многим различным выражениям.»
Данн описывает внешность Уайлдинг как «очаровательное лицо, прекрасное в каждой черте, полное неподвижного, мягкого, мистического покоя, превосходно подходящее для некоторых из его концепций… Он был поражен её прекрасным лицом и золотисто-каштановыми волосами. Это был тот самый тип лица, который он искал так долго.»

## Картины, изображающие Алексу Уайлдинг
- «Lady Lilith» (1864—1868) — изначально моделью служила Фанни Корнфорт, но картина была переписана с лицом Уайлдинг в 1872—1873 гг.
- «Venus Verticordia» (1864—1868) — изначально моделью служила кухарка Россетти, переписана с лицом Уайлдинг.
- «Monna Vanna» (1866)
- «Regina Cordium» (1866)
- «Sibylla Palmifera» (1866—1870)
- «Dante’s Dream at the Time of the Death of Beatrice» (1871; крайняя слева)
- «The Bower Meadow» (1871—1872)
- «Veronica Veronese» (1872)
- «La Ghirlandata» (1873)
- «Damsel of the Sanct Grael» (1874)
- «La Bella Mano» (1875)
- «The Blessed Damozel» (1875—1878)
- «The Beloved» (1863) — изначально моделью служила Мария Форд; считается, что переработка картины в 1873 году также вдохновлена Уайлдинг.